# Хуан Мора Фернандес
Хуан Мора Фернандес (ісп. Juan Mora Fernandez; 12 червня 1784 — 16 січня 1854) — державний і політичний діяч, перший голова держави Коста-Рики.

## Біографія
1821 року Мора Фернандес брав участь в розробці першої конституції Коста-Рики. Належав до Ліберальної партії.
1824 року переніс столицю Коста-Рики зі старого центру іспанської колоніальної адміністрації Картаго до невеликого селища Сан-Хосе, де він народився. За роки свого президентства провів у країні аграрну реформу, спрямовану на збільшення експорту кави; приєднав до Коста-Рики провінцію Гуанакасте, організував монетний двір, будував лікарні, школи та дороги.
Від 1 березня до 17 квітня 1837 року знову був головою Коста-Рики, а від 17 квітня 1837 до травня 1838 року — віцепрезидентом. У результаті консервативного державного перевороту в травні 1838 року був повалений та змушений тікати з країни. Після повернення до Коста-Рики беззмінно обіймав посаду голови Верховного суду.